# Torre di Gaffe
La Torre di Gaffe è un edificio ubicato a sei chilometri da Licata a undici metri sul livello del mare ed è una delle tante torri di avvistamento costruite dall'architetto Camillo Camilliani, scultore, architetto e ingegnere italiano, noto per essere stato l'artefice della Fontana Pretoria a Palermo e di cui sono famose altre torri e altre opere architettoniche in Sicilia, fra le quali la Torre di Carlo V a Porto Empedocle, la Torre di Monterosso a Realmonte, la Torre di Fuori, posta sull'isolotto di fronte Isola delle Femmine, nell'area circostante è presente anche un piccolo centro abitato. 
La torre, edificata nella prima metà del XVI secolo a guardia della vasta spiaggia Ciotta e del ricco entroterra agricolo, costituiva la difesa del feudo del Duca delle Gaffe, nobile famiglia catalana, arrivata in Sicilia sotto Federico III, famiglia che in quel luogo aveva realizzato la propria dimora, una chiesa e un agglomerato rurale che oggi conta circa un centinaio di abitanti.

## Descrizione
La torre a forma cilindrica, con un diametro di 9,80 metri con muri di conci è in buone condizioni statiche e presenta ancora porzioni dell'intonaco di calce e residui di beccatelli del coronamento dell'astraco. Il Primo piano ha un unico ambiente con copertura a cupola ribassata.
Nelle vicinanze della torre varie costruzioni, fra le quali una casermetta della Guardia di Finanza e adiacente all'edificio la Chiesetta di San Giusippuzzu di Gafi.
Il villaggio adiacente alla Torre di Gaffe era servito tra il 1915 e il 1958 dalla omonima fermata ferroviaria della linea Agrigento-Naro-Licata.